# ポケモンピクロス
『ポケモンピクロス』（英: Pokémon Picross）は、株式会社ジュピターが開発し、株式会社ポケモンより2015年12月2日に配信が開始されたニンテンドー3DS用パズルゲーム。
ソフト自体のダウンロードは無料で、無課金でもプレイは可能だが、プレイするのに必要な「Pゲージ」は時間で回復するシステムになっており、課金アイテムであるピクロイトで攻略進行を早めることができるビジネスモデルとなっている。

## 概要
数字を頼りにマスを塗りつぶすピクロスのひとつで、『ポケットモンスター』シリーズのキャラクターが問題となって登場する。ピクロスを解いて完成したイラストのポケモンはゲットして使うことができるという特徴がある。設問は300問以上あり、すべてのメガシンカポケモンが登場する。
2015年12月14日には、ポケモンピクロスのデザインのニンテンドープリペイドカードが発売された。3DS用ポケモンピクロスのきせかえテーマも特典としてついている。

## ゲームシステム
基本的にはステージを選択しそのステージのピクロスを解くことで、ゲームが進行する。進行の際、エリアの開放にはピクロイトが必要。ピクロスのシステム自体はジュピターが自社で発売している「ピクロスe」シリーズにほぼ準拠している。
ピクロイト
いろいろな場面で使用ができるアイテムで、ゲーム内でも条件を満たすと入手できる。新ステージの開放などに使用できる。
有料で購入することも可能で、5000個買うと無料で受け取れるようになる。
Pゲージ
いわゆるスタミナで、画面左上に表示されているゲージ。マスを塗ると減る。時間経過によって回復する。ピクロイトでゲージを回復させることも可能。
スキル
問題を解いたポケモンはそのままゲットできる。ポケモンをステージに連れて行くとスキルと呼ばれるお助け機能を使用できる。
スキルを使うとポケモンはパワー切れになってしまい、一定時間経つかピクロイトを使うと回復できる。
スキルは全12種類だが、ポケモンによって使える問題や回復時間が異なる。
ミッション
問題を解く際のお題で、満たすとピクロイトやミクロスのかけらが手に入る。
ミクロス
ミクロスのかけらを用いた問題で、複数のミクロスのイラストをあわせると大きなイラストになる。
アナザーモード
難易度の高い「メガピクロス」が遊べるモード。出てくるポケモンはノーマルモードと同じである。
デイリートレーニング
1日に1回挑戦できるピクロスで、クリアするとピクロイトがもらえる。
メダル
一定の条件を満たすと貰える実績機能。メダルを取得するとピクロイトが貰える。全100種類。